# ECODES
ECODES (ehemals: Fundación Ecología y Desarrollo [dt. Stiftung Ökologie und Entwicklung]) ist eine spanische, nicht gewinnorientierte Organisation, welche sich für sozialen und ökologisch nachhaltigen Wandel einsetzt, insbesondere für die Themen soziale Verantwortung, Klimawandel, Wassermanagement, Konsumbeschränkung und Entwicklungszusammenarbeit. Die Arbeit der Organisation wurde mit zahlreichen Preisen ausgezeichnet. Die Stiftung ist Herausgeberin des Online-Magazins esPosible.

## Geschichte
Die Organisation wurde am 10. März 1992 in Saragossa mit dem Ziel gegründet, ein einflussreicher Akteur auf dem Gebiet der nachhaltigen Entwicklung und des Umweltschutzes zu werden.

## Struktur
Der Überwachungsausschuss besteht aus sechs Mitgliedern. Alle Mitglieder des Überwachungsausschusses sind mit Ausnahme des Generaldirektors unbezahlt und dürfen keinerlei wirtschaftliche Interessen mit der Stiftung verbinden. Der Überwachungsausschuss tagt dreimal im Monat.
Der Beratungsausschuss arbeitet dem Überwachungsausschuss zu, während der Generaldirektor für die tägliche Arbeit und die folgenden separaten Bereiche verantwortlich ist: Demonstrationsprojekte, technische Hilfe, Analyse und Lösungen sowie Außendarstellung.
Zusätzlich zu diesen Bereichen existieren die folgenden Arbeitsgruppen: Klimawandel, Corporate Social Responsibility, Wasser, verantwortungsvoller Konsum und Lateinamerika.

## Arbeitsfelder
Die Stiftung untersucht die Gründe und Konsequenzen der heutigen sozio-ökologischen Herausforderungen, um anschließend Lösungen zu erarbeiten und zu implementieren. In angebrachten Fällen werden Demonstrationsprojekte durchgeführt, um die Durchführbarkeit zu belegen.
Außerdem geben sie technische Unterstützung und Beratung bei der Umwandlung hin zu einer nachhaltigen und umweltfreundlichen Produktion.
Interessensbereiche sind u. a.:
- Wasser: Wassermanagement / Werbung gegen Wasserverschwendung[5][6][7]
- Corporate Social Responsibility[8]
- Korruption: Kampagnen gegen Korruption[9]
- Klimawandel: Informationen/Kampagnen[10]
- Konsumverhalten: Kampagnen gegen Verschwendung aller Art
- Verschmutzung: Kampagnen und Projekte gegen verschiedene Formen der Verschmutzung (Wasser, Luft usw.)[11]
- Energie: Kampagnen zum Energiesparen[12]
- Abfall: Projekte und Kampagnen zum Thema Abfall und der Reduktion verschiedener Formen von Abfall

## Berühmte Kampagnen
Die Stiftung erlangte nationale Aufmerksamkeit durch ihre Kampagne „Zaragoza, water-saving city“. Sie begann 1997 mit dem Ziel, ein neues Verständnis für den Umgang mit Wasser zu fördern und das Wassermanagement zu verbessern.
Die Wichtigkeit kleiner technologischer Hilfsmittel bei der Verringerung des Wasserverbrauchs der Stadt Saragossa wurde besonders betont.
Ziel war die Verringerung des Wasserverbrauchs um 1.000 Millionen Liter in einem Jahr. Indem die Effizienz des Verbrauchs erhöht wurde, konnte man schnell und nachhaltig dazu beitragen, den Wassermangel zu lindern.
Diese Kampagne erforderte Partnerschaften mit den lokalen und nationalen Regierungen sowie mit der Europäischen Union.

## Partnerschaften und Kooperationen
ECODES hat zahlreiche Partnerschaften und ist Mitglied in verschiedenen Netzwerken und Koalitionen wie der „Coalición Clima“ und der „Alianza por el Aqua“. Die Organisation ist außerdem Mitglied der spanischen Stiftungsvereinigung (La Asociación Española de Fundaciones).